# Kenneth Griffith
Kenneth Griffith (12 de octubre de 1921 – 25 de junio de 2006) fue un actor cinematográfico y televisivo, además de productor de documentales, de nacionalidad británica.

## Inicios
Su verdadero nombre era Kenneth Reginald Griffiths, y nació en Tenby, Gales. Seis meses después de nacer, sus padres se separaron, quedando Griffith al cuidado de sus abuelos paternos, Emily y Ernest, que le adoptaron. Apasionado del rugby, acudía cada domingo con asiduidad a la Iglesia Metodista.
Griffiths, tras la educación primaria, estudió en la Greenhill Grammar School. Antes de dejar dicho centro, el director, J. T. Griffith, le sugirió que quitara la "s" de su apellido (una anglicanización).

## Carrera
En 1937 fue a Cambridge, donde trabajó en una ferretería durante un único día. Fue el único trabajo que llevó a cabo fuera de la interpretación. Después buscó ocupación en el Festival de Teatro de Cambridge, y a los 16 años fue elegido por Peter Hoare para encarnar a Helvio Cina en una representación de Julio César. Griffith llegó a trabajar de modo regular como actor de repertorio, debutando en los teatros del West End en 1938 con un pequeño papel en la pieza de Thomas Dekker Shoemaker's Holiday.
Griffith se alistó voluntario en la Royal Air Force en 1939 antes del inicio de la Segunda Guerra Mundial, licenciándose de la RAF en 1942. Mientras tanto, en 1941 había debutado como actor cinematográfico, interpretando la primera de más de 100 películas en las que participó, casi siempre desempeñando papeles de carácter.
De entre sus papeles para la gran pantalla destaca el de Archie Fellows en The Shop at Sly Corner (1947), Jenkins en Only Two Can Play (1962), Jack Phillips en A Night to Remember (1958), Orwell en Track the Man Down (1955), Witty en The Wild Geese (1978), y un mecánico en The Sea Wolves (1980). Además, son dignas de mención sus actuaciones en comedias de John y Roy Boulting, entre ellas Private's Progress (1956) y I'm All Right Jack (1959). 
Fue muy apreciado por el público su trabajo en la serie de televisión de los años 1960 The Prisoner, gracias a su aparición en los episodios The Girl Who Was Death and Fall Out. También actuó en capítulos de Minder y Lovejoy, y participó en producciones televisivas como War and Peace, The Perils of Pendragon, Clochemerle y The Bus to Bosworth. El público más reciente puede recordarle por actuar en Cuatro bodas y un funeral (1994), El inglés que subió una colina pero bajó una montaña (1995) y Very Annie Mary (2001).

## Documentales y actividad política
En 1965 Huw Weldon y el entonces director de BBC Two David Attenborough pidieron a Griffith si le gustaría rodar para la BBC un film sobre cualquier tema que él eligiera. El resultado fue una serie de películas con temas tan diversos como las Guerras de los Bóeres en Soldiers of the Widow (BBC tx. 27/5/1967), A Touch of Churchill, A Touch of Hitler (BBC tx. 30/7/1971), la controvertida historia de Thomas Paine en The Most Valuable Englishman Ever (BBC, tx. 16/1/1982), David Ben-Gurión (The Light), Napoleón Bonaparte (The Man on the Rock), Sri Pandit Jawaharlal Nehru, Roger Casement (Heart of Darkness 1992), además de un film pedido por Thames Television sobre la historia de los Reyes Magos del Nuevo Testamento, A Famous Journey (ITV tx. 20/12/1979).
En 1973 Griffith hizo un documental sobre la vida del líder irlandés Michael Collins titulado Hang Up Your Brightest Colours para Associated Television Network, pero la Independent Broadcasting Authority no permitió su proyección, lo cual fue visto por Griffith como una censura.
En 1974 Griffith tuvo la oportunidad de entrevistar a miembros del IRA supervivientes del Alzamiento de Pascua de 1916: Maire Comerford, Joseph Sweeney, Sean Kavanagh, John O'Sullivan, Brigid Thornton, Sean Harling, Martin Walton, David Nelligan y Tom Barry, en un programa titulado Curious Journey. El programa de Griffith creó alguna preocupación dada la tensión existente en Irlanda del Norte, por lo que el ejecutivo de ATV Sir Lew Grade decidió retirar el film, que no se exhibió públicamente hasta 1994. Griffith respondió con furia haciendo un programa para Thames titulado The Public's Right to Know. La historia de Griffith y su simpatía hacia el republicanismo irlandés se publicó el 15 de noviembre de 1997 en The Irish Post con el título Beating the Censor, con redacción de Martin Doyle.
Griffith publicó en 1994 su autobiografía, The Fool's Pardon. Hasta el final de su vida Griffith estuvo enfurecido y profundamente frustrado por lo que el entendía como la "degeneración" de la televisión británica, y era ampliamente conocido en la industria como el cineasta más prohibido del país. A pesar de todo ello, en 1993 BBC Wales presentó una retrospectiva con cinco de sus documentales, incluyendo el trabajo sobre Michael Collins, y en 2008 la misma cadena emitió una cinta sobre la vida de Griffith. En 2001 Griffith fue finalmente reconocido por su trabajo recibiendo un Premio BAFTA a su trayectoria artística.

## Vida personal
Griffith estuvo casado tres veces y tuvo cinco hijos: con Joan Stock tuvo a David, con Doria Noar a la actriz Eva Griffith, y con Carole Haggar a Polly, Huw y Jonathan.
En sus últimos años Griffith sufrió complicaciones asociadas a la enfermedad de Alzheimer, por lo que hubo de abandonar la interpretación y la realización de documentales. Falleció en su domicilio en Londres, Inglaterra, el 25 de junio de 2006, a los 84 años de edad. A petición suya, su ataúd llevaba las banderas de Gales, de los parias de India (fue presidente durante muchos años de una asociación para la emancipación de los parias), Israel, y la irlandesa tricolor. Uno de los que llevó el ataúd fue su viejo amigo Peter O'Toole. Fue enterrado en la iglesia de Saint Nicholas y Saint Teilo en Penally.

## Filmografía
| - The Farmer's Wife (1941) - Love On The Dole (1941) - The Black Sheep of Whitehall (1942) - Hard Steel (1942) - The Great Mr Handel (1942) - Young and Willing (1943) - The Shop at Sly Corner (1947) - Fame is the Spur (1947) - Bond Street (1947) - Forbidden (1949) - Blue Scar (1949) - Helter Skelter (1949) - Waterfront (1950) - High Treason (1951) - 36 Hours (1953) - Track the Man Down (1955) - The Green Buddah (1955) - Private's Progress (1956) - 1984 (1956) - El bebé y el acorazado (1956) - Tiger in the Smoke (1956) - The Naked Truth (1957) - Blue Murder at St Trinian's (1957) - Chain of Events (1957) - Lucky Jim (1957) - The Two Headed Spy (1957) - A Night to Remember (1958) - The Man Upstairs (1958) - Carlton-Browne of the FO (1958) - Tiger Bay (1959) - I'm All Right Jack (1959) - Libel (1959) - Suspect (1960) - Snowball (1960) - Expresso Bongo (1960) | - Circus of Horrors (1960) - A French Mistress (1960) - The Frightened City (1960) - Rag Doll (1961) - Payroll (1961) - The Frightened City (1961) - We Joined the Navy (1961) - Only Two Can Play (1962) - The Painted Smile (1962) - Heavens Above! (1963) - Rotten to the Core (1965) - The Whisperers (1967) - El magnífico Bobo (The Bobo) (1967) - El león en invierno (1967) - The Prisoner (serie TV) (1968) - Great Catherine (1968) - El club de los asesinos (1969) - The Gamblers (1970) - Revenge (1971) - The House in Nightmare Park (1973) - S*P*Y*S (1974) - Callan (1974) - Bus to Bosworth (1975) - Sky Riders (1976) - Why Shoot the Teacher (1976) - The Wild Geese (1978) - The Sea Wolves (1980) - Minder (serie TV) (1980) - Who Dares Wins (1982) - Remembrance (1982) - Shaka Zulu (1987) - Cuatro bodas y un funeral (1994) - El inglés que subió una colina pero bajó una montaña (1995) - Very Annie Mary (2001) |